# 안드리아나보아이

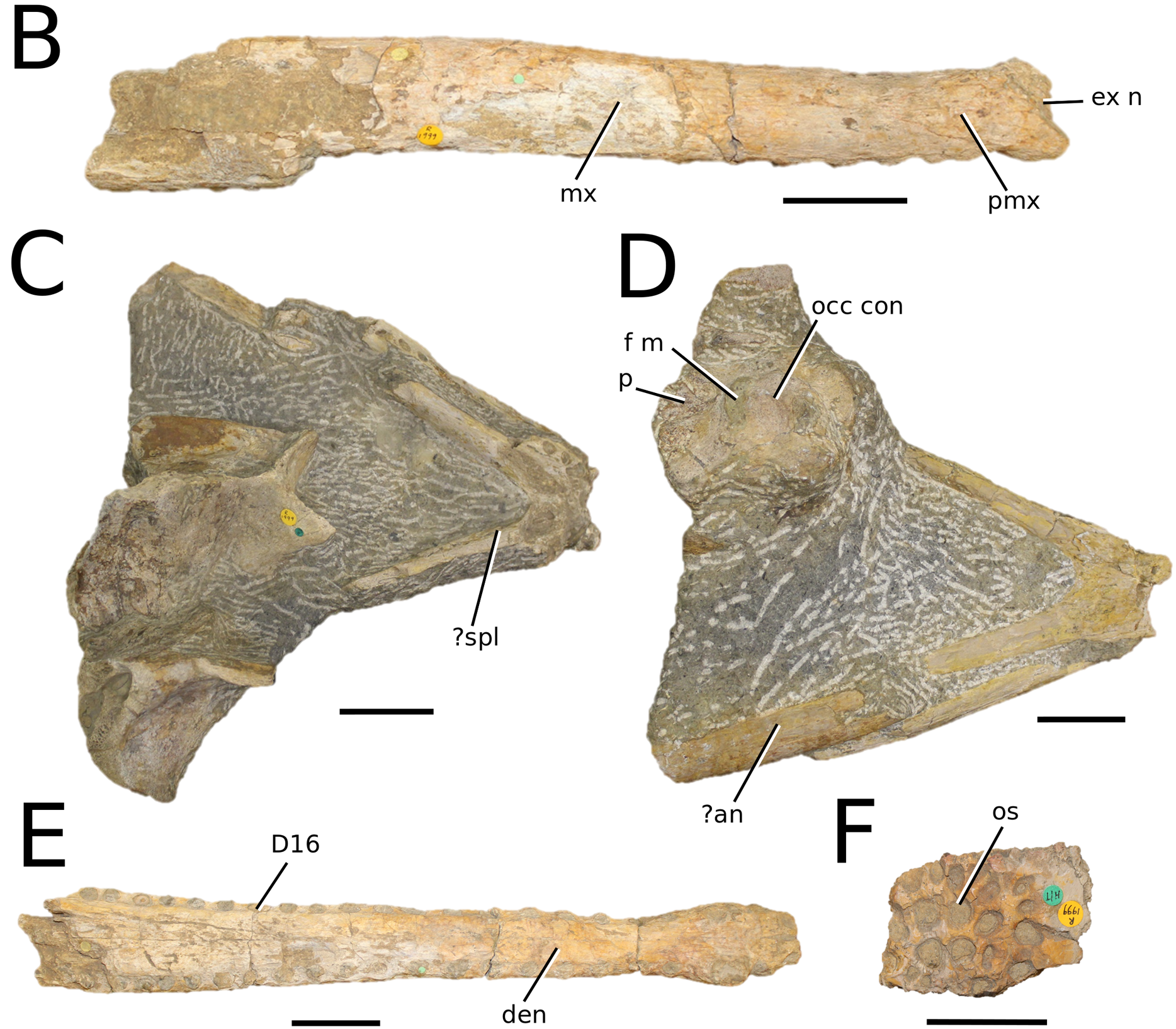

안드리아나보아이(학명:Andrianavoay baroni)는 악어목 텔레오사우루스과에 속하는 악어이다. 지금은 멸종된 악어로 몸길이가 4~6m인 거대한 악어에 속한다.

## 특징
안드리아나보아이는 바다의 생활에 적응하여 바다에서 살아갔던 바다악어 중에 하나이다. 전체적으로 확장된 머리뼈와 골반뼈를 가지고 있으며 바다에서 살았던 악어인만큼 바다에 있는 염분을 조절하는 기능이 매우 잘 발달해 있다. 현생의 고래나 돌고래와 같이 바다에서 직접 자신의 어린 개체를 출산했는지 아니면 현생의 바다거북처럼 해변으로 올라와서 알을 산란했는 지에 대해선 정확한 정보가 없다. 분류학적으로 따지면 안드리아나보아이는 원래 1893년 ET 뉴턴에 의해 "NHMUK PV R 1999"로 나열된 부분 두개골과 마다가스카르의 안드라노사몬타에서 온 관련 골밀도를 근거로 "스테네오사우루스"라고 명명되었다. 미셸라 존슨은 2019년 미발표 논문에서 S.바로니를 위해 노멘(ex specente) 안드리아나보이를 만들었다. 속명은 2020년에 출판되었다. 양턱에는 길고 날카로운 톱니 모양의 이빨이 줄줄히 나 있으며 이를 통해 바다에서 먹이를 사냥했을 것으로 추측이 된다. 먹이는 당대에 서식하던 물고기, 갑각류, 작은 어룡들을 잡아먹고 살았을 육식성의 악어로 추정이 되는 종이다.

## 생존시기와 서식지와 화석의 발견
안드리아나보아이가 생존하던 시기는 중생대의 쥐라기 초기로서 지금으로부터 2억년전~1억 8천만년전에 생존했던 악어이다. 생존했던 시기에는 아프리카와 마다가스카르를 중심으로 하는 동부 대서양과 인도양에서 주로 서식했던 바다악어이다. 화석의 발견은 1893년에 아프리카의 쥐라기에 형성된 지층에서 고생물학자인 ET 뉴턴에 의해 처음으로 발견이 되어 새롭게 명명된 종이다.

## 같이 보기
- 악어
- 중생대
- 쥐라기
- 파충류
- 화석